# UTC-06:00

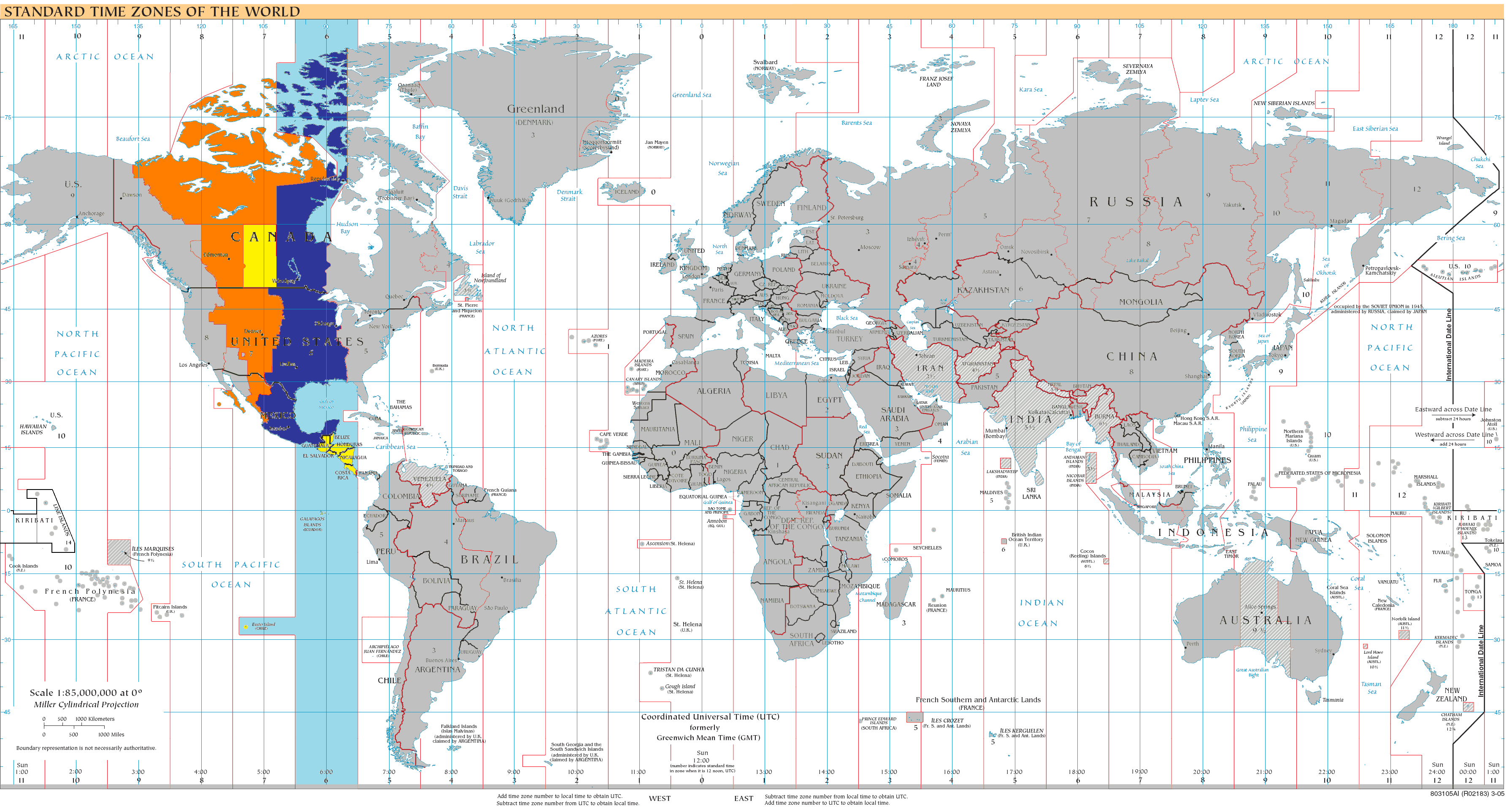
Mapa de UTC-06:00

UTC-06:00 es el trigésimo tercer huso horario del planeta cuya ubicación geográfica se encuentra en el meridiano 90 oeste. Aquellos países que se rigen por este huso horario se encuentran 6 horas por detrás del meridiano de Greenwich.

## Hemisferio norte

### Países que se rigen por UTC-06:00 todo el año
| Abreviatura | Nombre Completo                                  | País |
| ----------- | ------------------------------------------------ | --- |
| CST         | Hora Estándar del Centro (Central Standard Time) | Belice Canadá - Ontario - Atitokan - New Osnaburgh - Pickle Lake - Saskatchewan (excepto Creighton y Denare Beach) Costa Rica El Salvador Guatemala Honduras México - Aguascalientes - Campeche - Chiapas - Chihuahua (excepto Ascensión, Coyame del Sotol, Guadalupe, Janos, Juárez, Manuel Benavides, Ojinaga y Praxedis G. Guerrero) - Ciudad de México - Coahuila (excepto Acuña, Allende, Guerrero, Hidalgo, Jiménez, Morelos, Nava, Ocampo, Piedras Negras, Villa Unión y Zaragoza) - Colima - Durango - Estado de México - Guanajuato - Guerrero - Hidalgo - Jalisco - Michoacán - Morelos - Nayarit - Bahía de Banderas - Nuevo León (excepto Anáhuac) - Oaxaca - Puebla - Querétaro - San Luis Potosí - Tabasco - Tamaulipas (excepto Camargo, Guerrero, Gustavo Díaz Ordaz, Matamoros, Mier, Miguel Alemán, Nuevo Laredo, Reynosa, Río Bravo y Valle Hermoso) - Tlaxcala - Veracruz - Yucatán - Zacatecas Nicaragua |
| GALT        | Hora de Galápagos (Galapagos Time)               | Ecuador - Islas Galápagos - Isla Darwin - Isla Genovesa - Isla Isabela (parte) - Isla Marchena - Isla Pinta - Isla Wolf |

### Países que se rigen por UTC-06:00 en Horario Estándar
| Abreviatura | Nombre Completo                                  | País |
| ----------- | ------------------------------------------------ | --- |
| CST         | Hora Estándar del Centro (Central Standard Time) | Canadá - Manitoba - Ontario (partes al oeste del meridiano 90 oeste) - Saskatchewan - Creighton - Denare Beach Estados Unidos - Alabama - Arkansas - Dakota del Norte (partes norte y este) - Dakota del Sur (parte este) - Florida - Bay - Calhoun - Condado de Gulf (norte) - Escambia - Holmes - Jackson - Okaloosa - Santa Rosa - Walton - Washington - Illinois - Indiana - Gibson - Jasper - La Porte - Lake - Newton - Perry - Porter - Posey - Starke - Vanderburgh - Warrick - Iowa - Kansas (excepto los condados de Greeley, Hamilton, Sherman y Wallace) - Kentucky (parte oeste) - Luisiana - Míchigan - Dickinson - Gogebic - Iron - Menominee - Minnesota - Misisipi - Misuri - Nebraska (parte este) - Oklahoma - Tennessee (parte oeste) - Texas (excepto el Condado de Hudspeth, El Paso y parte del Condado de Culberson) - Wisconsin México - Chihuahua - Coyame de Sotol - Ojinaga - Manuel Benavides - Coahuila - Acuña - Allende - Guerrero - Hidalgo - Jiménez - Morelos - Nava - Ocampo - Piedras Negras - Villa Unión - Zaragoza - Nuevo León - Anáhuac - Tamaulipas - Camargo - Guerrero - Gustavo Díaz Ordaz - Matamoros - Mier - Miguel Alemán - Nuevo Laredo - Reynosa - Río Bravo - Valle Hermoso |

### Países que se rigen por UTC-06:00 en Horario de Verano
| Abreviatura | Nombre Completo                                       | País |
| ----------- | ----------------------------------------------------- | --- |
| MDT         | Hora de Verano de la Montaña (Mountain Daylight Time) | Canadá - Alberta - Columbia Británica - Cranbrook - Golden - Invermere - Nunavut - Kugluktuk - Cambridge Bay - Saskatchewan - Lloydminster - Territorios del Noroeste Estados Unidos - Arizona - Nación Navajo - Colorado - Dakota del Norte (partes sur y oeste) - Dakota del Sur (parte oeste) - Idaho (excepto los condados de Benewah, Bonner, Boundary, Clearwater, Kootenai, Latah, Lewis, Nez Perce, Shoshone y parte del norte del estado) - Kansas - Greeley - Hamilton - Sherman - Wallace - Montana - Nebraska (parte este) - Nuevo México - Oregón - Condado de Malheur (parte) - Texas - Condado de Hudspeth - El Paso - Condado de Culberson (parte) - Utah - Wyoming México - Chihuahua - Ascensión - Guadalupe - Janos - Juárez - Praxedis G. Guerrero |

## Hemisferio sur

### Países que se rigen por UTC-06:00 todo el año
| Abreviatura | Nombre Completo                    | País |
| ----------- | ---------------------------------- | --- |
| GALT        | Hora de Galápagos (Galapagos Time) | Ecuador - Islas Galápagos - Isla Baltra - Isla Bartolomé - Isla Española - Isla Fernandina - Isla Floreana - Isla Isabela (parte) - Isla Pinzón - Isla Rábida - Isla Santa Cruz - Isla Santa Fe - Isla Santiago - Isla Seymour Norte - Isla Tortuga - Isla de San Cristóbal |

### Países que se rigen por UTC-06:00 en Horario Estándar
| Abreviatura | Nombre Completo                                                  | País                   |
| ----------- | ---------------------------------------------------------------- | ---------------------- |
| EAST        | Hora Estándar de la Isla de Pascua (Easter Island Standard Time) | Chile - Isla de Pascua |